# タルゴIII RD
タルゴIII RD（Talgo III RD、Talgo Series 3 RD）は、スペインの鉄道車両メーカーであるタルゴ社が開発した連接式客車の1つ。軌間が異なる区間を直通する事が可能な軌間可変車両として開発された。名称の「RD」はスペイン語の「軌間可変（Rodadura Desplazable）」の略称である。

## 開発までの経緯
歴史的な事情により、スペインの大半の鉄道の軌間は1,668 mm（イベリア軌間）と呼ばれる、隣国のフランスを始めとする他国で標準的に採用されている1,435 mm（標準軌）よりも広い幅を有している。これはスペイン国外への国際列車を運行する際に大きな支障となり、スペインとフランスを直通する列車は特定の駅で台車を交換する必要があった。
この状況を改善するべく、1966年に当時のスペイン国鉄（RENFE）は国際鉄道連合（UIC）の後援の元、世界各地の鉄道車両メーカーに対して異なる軌間を直通する事ができる軌間可変システムに関する入札を実施した。そして、スペイン国内外の企業による複数のシステムから選ばれたのはスペインのタルゴ社が提案した軌間可変（Rodadura Desplazable、RD）システムであった。これを基に製造が実施された車両がタルゴIII RDである。

## 概要
タルゴIII RDを含めたタルゴ社が生産する客車は、車軸を持たず各車輪が独立して設置されている1軸台車を有している。タルゴIII RDはこの構造を活用し、1次ばねやディスクブレーキ等に加え、各軌間に対応した位置に車輪を固定する事が可能なロックが各台車に設置されている。このロックは、国境付近の駅に設置された軌間可変装置を低速で通過する際に自動的に外され、車輪を横方向に動かした後で再度掛けられる構造となっており、台車を交換する事無く異なる軌間の路線を直通する事が可能となっている。
車体構造についてはタルゴIIIを踏襲しており、モノコック構造を採用したアルミニウム合金製の構体やコルゲート加工が施された外板を有していた。一方で国際列車に使用されたことから車体幅はタルゴIIIよりも狭い2,828 mmに改められた。また、機関車から補助電源を供給する構造であったタルゴIIIとは異なり、タルゴIII RDは発電機を搭載した電源車を両端に連結する編成が採用された他、連結器もねじ式連結器に改めた事で、専用の機関車以外による牽引が可能となった。

## 主要諸元
| タルゴIII RD 主要諸元 | タルゴIII RD 主要諸元 | タルゴIII RD 主要諸元 | タルゴIII RD 主要諸元 | タルゴIII RD 主要諸元 | タルゴIII RD 主要諸元           |
| 形式                  | 車種                  | 定員                  | 全長                  | 重量                  | 備考                            |
| --------------------- | --------------------- | --------------------- | --------------------- | --------------------- | ------------------------------- |
| TA2 201               | 一等座席車            | 17人                  | 11,100mm              | 8.8t                  | [ 11 ]                          |
| TB2 202               | 二等座席車            | 25人                  | 11,100mm              | 9.0t                  | 1981年にTA2 201の一部車両を改造 |
| TC2 206               | カフェ車              | 0人                   | 11,100mm              | 9.7t                  | バーカウンター、供食設備を設置  |
| TR2 210               | 食堂車                | 0人                   | 11,100mm              | 9.7t                  | 24人分の座席を設置 供食設備なし |
| TG2z 211              | 電源車                | 0人                   | 12,120mm              | 16.6t                 | [ 15 ]                          |
| TG2 212               | 電源車                | 0人                   | 12,120mm              | 14.3t                 | [ 16 ]                          |
| TWL3g 307             | 一等寝台車            | 10人                  | 11,100mm              | ？                    | 2人用個室を設置                 |
| TWL3u 308             | 二等寝台車            | 16人                  | 11,100mm              | ？                    | 4人用個室を設置                 |

## 運用
最初の試作車（一等座席車2両、電源車2両）は1967年10月に完成し、スペイン国内での試運転を経て翌1968年11月12日にマドリード - パリ間で軌間可変機構のテストを兼ねた最初の試運転が実施された。その後数ヶ月間実施された各種の試験の結果が良好であった事を受け、レンフェはタルゴ社へ向けて量産車の発注を実施し、1969年6月1日からスペインとフランス、スイスを結ぶ国際列車（TEE）のカタラン・タルゴ（Catalán Talgo）で営業運転を開始した。更に1974年からはタルゴ製客車を用いた初の夜行列車であるバルセロナ・タルゴ（Barcelona Talgo）にも投入され、それに合わせて寝台車の製造も実施された。
その後、バルセロナ・タルゴ用車両は1991年に後継車のタルゴVI（Talgo 6）に置き換えられ、以降はスペイン国内で使用されたが2000年に全車とも廃車・解体された。一方、カタラン・タルゴ用車両については種別変更による一等車の二等車への格下げ、運行区間の縮小はあったもののそれ以降も運行を続けたが、フランス - スペイン間の高速鉄道であるLGVペルピニャン-フィゲラス線の開通に伴い、2010年12月18日のカタラン・タルゴの最終運転と共に営業運転を終了した。
このカタラン・タルゴに使用されていた車両のうち、電源車2両を含む10両については2013年に登場当時の外見・内装への復元工事が行わた上で動態保存されており、2021年現在もバルセロナを中心に観光・団体列車に用いられている。

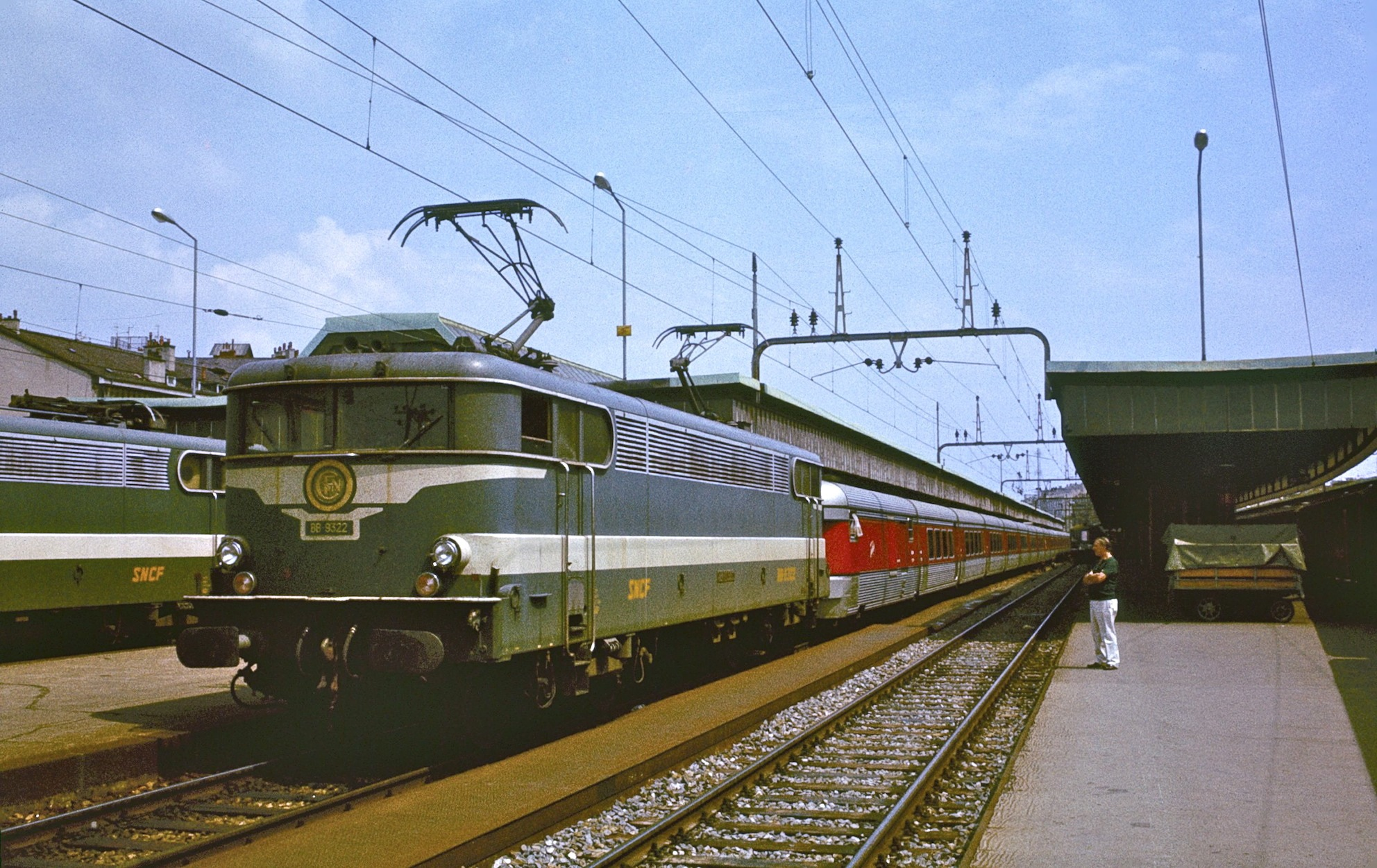
フランス国内を走行するタルゴIII RD（1979年撮影）
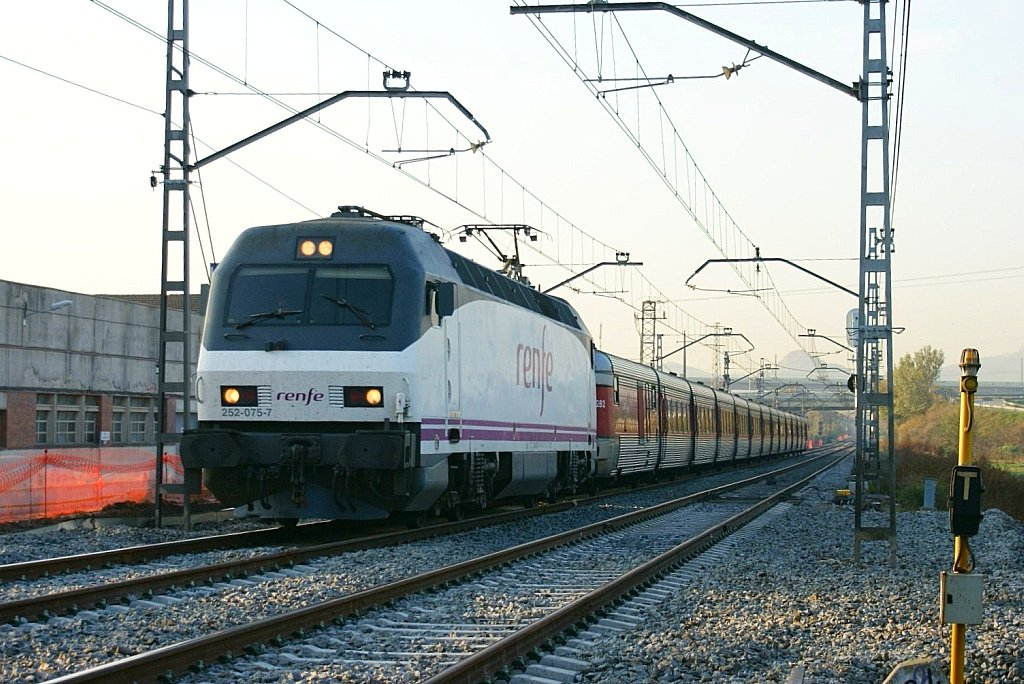
スペイン国内を走行するタルゴIII RD（2009年撮影）

## 専用機関車

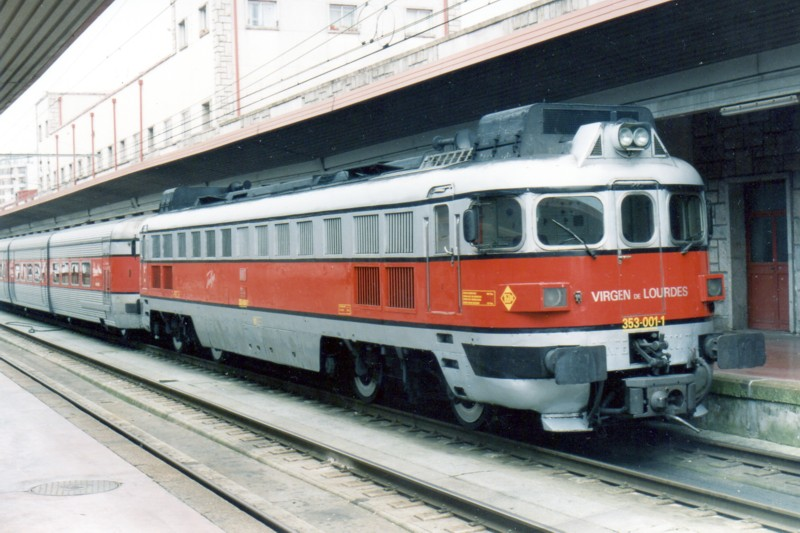
353形（2000年撮影）

タルゴIII RDの製造に合わせ、1968年から1969年にかけて専用のディーゼル機関車である353形（登場時の形式名は「3000T形」）が5両製造されている。